# Adam d'Usk
Œuvres principales
- Chronicon

Adam d'Usk, Adam de Usk ou Adam Usk (Adda o Frynbuga en gallois, Adam of Usk en anglais) est un juriste, prêtre et chroniqueur gallois né vers 1350 et mort en 1430. Sa chronique, qui couvre les années 1377-1421, est une source importante pour l'histoire de l'Angleterre de cette période, en particulier le soulèvement d'Owain Glyndŵr au pays de Galles.

## Biographie

### Origines
Originaire de la ville d'Usk, dans le Monmouthshire, Adam attire l'attention du seigneur local, le baron anglais Edmond Mortimer. C'est grâce à lui qu'il est en mesure d'aller étudier le droit (civil et canonique) à l'université d'Oxford en 1369. Il y enseigne le droit civil pendant quelques années et se distingue comme meneur de la faction galloise lors des émeutes étudiantes de 1388-1389,.

### Au service de Thomas Arundel
Pendant sept ans, probablement entre 1395 et 1402, Adam est au service de l'archevêque de Cantorbéry Thomas Arundel. Il siège au Parlement d'Angleterre en septembre 1397. Son maître, qui fait partie des principaux opposants au roi Richard II, est exilé à cette occasion.
Arundel rentre en Angleterre deux ans plus tard aux côtés d'Henri de Bolingbroke ; Adam les rejoint à Bristol et les accompagne jusqu'à Chester. Il fait partie de la commission chargée de justifier légalement la déposition de Richard au profit d'Henri, qui devient roi sous le nom d'Henri IV en septembre 1399,.
Adam semble alors promis à une belle carrière. Ses talents d'avocats sont sollicités par plusieurs grands du royaume, dont le roi en personne, et il reçoit plusieurs bénéfices. Ambitionnant de plus hautes charges, il quitte l'Angleterre pour se rendre à Rome le 19 février 1402.

### Séjour sur le continent
À Rome, le cardinal Baldassarre Cossa le prend sous son aile et il s'élève à la position de chapelain et auditeur à la chancellerie apostolique, mais il ne parvient pas à obtenir d'être nommé évêque en Angleterre, bien que les sièges de St David's et Hereford soient vacants. Henri IV s'y oppose, d'autant que Adam semble favorable au soulèvement d'Owain Glyndŵr qui fait alors rage au pays de Galles,.
En août 1405, une révolte à Rome contraint le pape Innocent VII à se réfugier à Viterbe jusqu'en mars 1406. Adam suit la cour pontificale durant ce bref exil, puis quitte Rome au mois de juin. Apprenant que le roi Henri IV est toujours mal disposé à son égard, il passe les deux années qui suivent sur les routes de France et de Flandre. Durant cette période, il donne plusieurs signes de sa sympathie envers les adversaires d'Henri IV : il obtient de l'antipape d'Avignon Benoît XIII le siège épiscopal de Llandaff et entre en contact avec le comte de Northumberland Henry Percy peu avant la mort de celui-ci à la bataille de Bramham Moor, en février 1408.

### Retour en Angleterre
Bien qu'il soit considéré comme un rebelle, Adam rentre au pays de Galles en 1408 et trouve refuge auprès du baron Edward Charlton (en). Il mène pendant deux années une vie de « pauvre chapelain » à Welshpool avant de recevoir la grâce royale le 20 mars 1411.
Adam retourne alors au service de l'archevêque Arundel, qui lui accorde le bénéfice de Merstham, mais la mort de celui-ci, en février 1414, met un terme à ses ambitions. Ses dernières années, plus paisibles, le voient passer davantage de temps dans son pays de Galles natal. Il meurt au début de l'année 1430 (son testament est daté du 20 janvier) et il est enterré à l'église Sainte-Marie d'Usk.

## Œuvre
Adam d'Usk est l'auteur d'une chronique qui couvre les années 1377 à 1421, rédigée de manière intermittente entre 1401 et 1421. Elle est préservée dans un seul manuscrit, conservé à la British Library sous la cote Add. MS 10104. Il s'agit d'un exemplaire du Polychronicon de Ranulf Higdon, dont la chronique d'Adam constitue une continuation. Le dernier cahier du manuscrit, détaché du reste, est conservé au château de Belvoir.
Le récit d'Adam se caractérise par ses forts accents autobiographiques. Il s'intéresse beaucoup aux événements dont il a été le témoin direct, comme le Parlement de 1397 ou les émeutes romaines de 1405-1406. Il fait également preuve d'un intérêt particulier pour la topographie et les prophéties. Ses opinions politiques y transparaissent : il est hostile à l'égard de Richard II et plus ambivalent vis-à-vis d'Henri IV.
Edward Maunde Thompson produit la première édition moderne de la chronique d'Adam d'Usk en 1876. Il la complète en 1904 avec le cahier final, redécouvert entre-temps. Une nouvelle édition et traduction, réalisée par Chris Given-Wilson (en), est publiée en 1997.